# Michael Lindgren (ishockeymålvakt)
Michael Lindgren, född 19 september 1966, är en svensk före detta professionell ishockeymålvakt.
Han började spela med Piteå IF i Division I och följde med över när de blev Piteå HC. Åren 1991-1993 spelade han 3 matcher för Luleå HF i Elitserien.